# Station Chojnów
Station Chojnów is een spoorwegstation in de Poolse plaats Chojnów.